# 부여 화지산 유적
부여 화지산 유적(扶餘 花枝山 遺蹟)은 대한민국 충청남도 부여군 부여읍에 있는 백제시대의 유적지이다. 2001년 1월 4일 대한민국의 사적 제425호로 지정되었다.
부여 궁남지(宮南池, 사적 제135호) 동쪽에 있는 화지산(花枝山：해발 10〜48m인 야산)은 백제 이궁지(離宮址)인 망해정(望海亭)이 있다고 전해지고 있는 곳으로서, 지난 1986년 충남대학교 박물관에서 실시한 발굴조사 결과, 건물지 초석과 와편들이 다량 출토된 바 있는 유적지이며, 2000년 5월부터 8월까지 국립부여문화재연구소에서 실시한 발굴조사 결과에서도 백제시대 건물지 등 유구 및 유물(건물지 5, 석곽묘 11기, 토광 묘 18기, 석축시설, 출토유물 50점 등)이 확인되어 이 일대가 백제시대 이후 계속적으로 거주지 또는 묘역으로 활용되었음을 알려주는 중요한 유적이다.

## 같이 보기
- 부여 궁남지 - 대한민국 사적 제135호

## 참고 자료
- 부여 화지산 유적 - 국가유산청 국가유산포털